# The Move
The Move (Birmingham, Regno Unito) sono stati uno dei complessi rock di punta degli anni sessanta.
Loro è l'interpretazione di Blackberry Way, (composta musica e parole da Roy Wood) che il quartetto Equipe 84 farà conoscere in Italia con il titolo di Tutta mia la città.
Sebbene il bassista-cantante Chris "Ace" Kefford fosse il leader della band alla formazione, per la maggior parte della carriera il quintetto dei Move ebbe come leader il chitarrista, cantante e compositore Roy Wood. Lui compose tutti i singoli del complesso licenziati nel Regno Unito e dal 1968 cantò anche come voce principale in molte canzoni, sebbene Carl Wayne fosse stato il cantante ufficiale fino al 1970. Inizialmente la band aveva 4 cantanti (Wayne, Wood, Trevor Burton e Kefford).
Il quintetto, col tempo, si evolse dalla formazione iniziale degli anni 60 a Birmingham, includendo Carl Wayne and the Vikings, The Nightriders e The Mayfair Set. "The Move", il nome della band, è riferito allo spostamento dei vari membri di queste ultime, che ha permesso al complesso di formarsi. Accanto a Wood, nella formazione originale dei Move nel 1965 troviamo alla batteria Bev Bevan, al basso Chris Kefford, alla voce Carl Wayne e alla chitarra Trevor Burton. La formazione finale della band (del 1972) invece trova il trio composto da Wood, Bevan e Jeff Lynn, che avevano formato dalle ceneri dei Move la Electric Light Orchestra. Fino al 2007, Burton e Bevan si sono esibiti sotto il nome di 'The Move feat. Bev Bevan and Trevor Burton'.

## Formazione della band e carriera
Il quintetto dei Move si formò nel dicembre del 1965 e si esibì al suo primo concerto agli inizi del 1966. Le intenzioni originali di Burton, Kefford e Wood erano di dar vita ad una band che comprendesse i migliori musicisti di Birmingham, seguendo l'esempio degli Who. I tre suonarono insieme in varie jam session al Birmingham's Cedar Club, e invitarono Wayne e Bevan a prender parte nella neonata formazione del complesso. Dopo un debutto al Bell Hotel di Stourbridge e ulteriori date attorno al circondario di Birmingham, il manager dei Moody Blues, Tony Secunda, si offrì di essere anche il loro. Al tempo, il complesso dei Move si esibiva principalmente in cover di band della West Coast americana, come The Byrds con Motown e canzoni rock'n roll. Sebbene Carl Wayne gestisse la maggior parte delle armonie vocali, tutti i membri della band cantavano nelle esibizioni e, il più delle volte, avevano anche parti da solisti in alcuni brani.
Secunda portò i Move per una settimana al London's Marquee Club nel 1966, permanenza in cui loro apparvero in vesti gangster. La loro carriera iniziale fu segnata da una serie di trovate pubblicitarie, eventi mediatici di alto profilo e show dal vivo oltraggiosi ideati da Secunda; questi includevano Wayne prendere a colpi d'ascia un televisore, l'entrata di Cadillac, busti di Adolf Hitler e del leader della Rhodesia, Ian Smith. Infine, Secunda riuscì anche a convincere Wood, a iniziare a scrivere, nel suo tempo libero, canzoni per la band.
I Move strinsero un contratto di produzione con una etichetta indipendente sotto il produttore Denny Cordell, ma questa cosa venne tramutata in un evento mediatico da Secunda, che organizzò tutto per la firma della band sotto Liz Wilson, una modella di topless femminile. Wood scrisse il primo singolo della band, Night of Fear che si piazzò in seconda posizione nei singoli del Regno Unito nel gennaio del 1967, e diede inizio all'abitudine dei Move a cimentarsi in citazioni musicali (in questo caso, l'Overture di Tchaikovsky del 1812). Il loro secondo singolo, "I Can Hear the Grass Now", divenne un'altra hit di successo, raggiungendo la quinta posizione nel Regno Unito.
Nell'Aprile del 1967, il NME riportò che i Move avevano offerto una ricompensa di 200 £ per il recupero dei nastri master di dieci canzoni destinate ad essere nel loro album di debutto. I nastri vennero rubati dalla macchina del loro agente, mentre era parcheggiata a Denmark Street a Londra.
Il loro terzo singolo, Flowers in the Rain,  fu la prima traccia mandata in onda su BBC Radio 1 quando inizio ad esser diffusa il 30 settembre 1967, presentata da Tony Blackburn. Il singolo, che raggiunse la posizione #2, era decisamente meno orientato sull'uso delle chitarre rispetto ai due precedenti, e caratterizzato da un arrangiamento di archi e di legni pensato dal produttore, Tony Visconti. La traccia venne poi rilanciata sotto l'etichetta Regal Zonophone.

### Questioni Legali
La campagna promozionale di Flower in the Rain generò litigi ed ebbe ripercussioni per Wood e il gruppo per intero. Senza consultare la band, Secunda fece produrre un cartonato cartoon che mostrava il Primo Ministro Inglese, Harold Wilson, a letto con la sua segretaria Marcia Falkender. Wilson citò in causa i Move per diffamazione e il gruppo perse la causa, dovendo pagare tutti i costi, e le royalty guadagnate con la canzone, che sarebbero state altrimenti proprietà del compositore Wood, sarebbero andate ad una associazione di beneficenza scelta da Wilson. La sentenza, con grande disappunto di Wood, è rimasta in vigore anche dopo la morte di Wilson nel 1995. In altre occasioni, la band darà fuoco, durante i propri concerti, al cartonato raffigurante Wilson.
Come il loro quarto singolo, il gruppo aveva pianificato di far uscire Cherry Blossom Clinic, una canzone spensierata sulle fantasie di un paziente in un istituto di igiene mentale, che aveva sul back-side la satirica Vote for Me. Ad ogni modo i Move furono innervositi e snervati dalle loro esperienze giudiziarie; essi e la casa discografica ritennero saggio di perseguire tale via potenzialmente controversa, per cui il singolo, troppo "leggero" per l'impronta scelta, venne accantonato. Vote for Me rimase come non pubblicato, fino a che non cominciò ad apparire in collezioni rétro dal 1997, mentre Cherry Blossom Clinic diventò una delle tracce del loro primo LP, anche chiamato The Move.
Come diretta conseguenza della causa, i Move licenziarono Secunda e assunsero Don Arden, che si era appena licenziato dalla gestione manageriale degli Small Faces. In una intervista del 2000, Wayne rese noto che c'era stata una separazione sostanziale nel gruppo sulla politica promozionale di Secunda: "[Secunda] aveva trovato in Trevor, Ace e me gli animali che avrebbero fatto quello che voleva facessero - la parte infuocata dello spettacolo. Penso ovviamente che anche Roy si qualificherebbe a questo modo, ma io credo che lui fosse un po'  imbarazzato dal quell'immagine e dalle acrobazie - ma il resto di noi non lo era... Noi siamo sempre stati disposti ad essere i burattini di Secunda.

## Continuo del successo
Fra Novembre e Dicembre del 1967 il gruppo prese parte ad un altro tour itinerante attorno al Regno Unito, suonando due show per notte per oltre sedici giorni, prendendo parte ad una comitiva di star di estrema rilevanza, quali The Jimi Hendrix Experience, Pink Floyd, The Nice, Eire Apparent, The Outer Limits, Amen Corner e Pete Drummond, successivamente divenuto DJ di BBC Radio 1.
Nel Marzo del 1968 i Move ritornarone nelle classifiche con "Fire Brigade", un'altra hit nella top 3 della classifica del Regno Unito e il primo pezzo in cui Wood canta come voce principale. Ma qualche settimana più tardi, nel periodo di pubblicazione del nuovo LP dei Move, Kefford venne prosciolto dalla band a causa di crescenti problemi di natura personale.
Kefford formò un gruppo proprio, destinato a vita breve, gli Ace Kefford Stand, con Cozy Powell alla batteria. Dopo questa esperienza, puntò ad una carriera da solista e i Move diventarono una band composta da quattro componenti, con Burton e Wayne che si alternavano al basso.
E fu proprio durante questo periodo di transizione che la band invitò per la prima volta Lynne, un amico di Wood, ad entrare nella formazione. Lui rifiutò l'offerta al tempo, in quanto già al lavoro per il successo della sua band al tempo, The Idle Race, un altro gruppo nato a Birmingham. I Move intanto erano in tratta per l'inaugurazione del Festival dell'Isola di Wight del 31 agosto 1968.
A metà del 1968, il loro quinto singolo Wild Tiger Woman, una canzone che esprimeva l'amore della band per Jimi Hendrix (Wood e Burton fecero i cori in You Got Me Floatin', nel secondo album dei Jimi Hendrix Experience, Axis: Bold as Love), che vendette poco e non fu troppo considerata nella classifica inglese. I Move risposero con la loro canzone più commerciale fino ad allora, "Blackberry Way" (co-prodotta con Jimmy Miller, reinterpretata in Italia successivamente dall'Equipe 84), che raggiunse la vetta della classifica inglese nel febbraio 1969. Richard Tandy suonò le tastiere in Blackberry Way ed entrò nella formazione per un po', facendo il tastierista anche nei live, e prendendo il posto al basso di Burton, nel breve periodo in cui quest'ultimo venne messo da parte per una ferita alla spalla. Dopo la riabilitazione di Burton, Tandy lasciò i Move per entrare nella formazione de The Uglys.
Questa nuova direzione musicale intrapresa, decisamente più pop, fu la goccia che fece traboccare il vaso per un già disincantato Burton, membro che da sempre aveva voluto un'impronta orientata maggiormente al rock and blues per i Move. Burton lasciò la band dopo una lite sul palco con Bevan. In questo lasso di tempo si diffuse la voce nella stampa che Hank Marvin, recentemente allontanatosi da The Shadows, fosse stato invitato nella formazione dei Move. Alcuni anni dopo Wayne disse che questa non era altro che una trovata pubblicitaria; ad ogni modo, Marvin stesso, in un articolo del Melody Maker del 1973 ed in altre sedi, continuò a sostenere di essere stato avvicinato da Wood e invitato a far parte della band, ma rifiutò perché riteneva la tabella di marcia delle date dei Move troppo frenetica. Burton fu infine sostituito nel 1969 da Rick Price, un altro veterano di alcuni gruppi fondati a Birmingham.
Sia Keffor che Burton rimasero attivi commercialmente dopo aver lasciato i Move.  Kefford incise un album da solista nel 1968 dopo il suo allontanamento, ma esso rimase inedito sino al 2003, anno in cui apparì come Ace The Face. Burton suonò il basso in un altro gruppo di Birmingham, The Steve Gibbons Band, e successivamente si trovò innanzi ad una band blues propria come chitarrista principale.
Nell'Ottobre del 1969 la band fece apparizioni concertistiche unicamente in America, con due show di apertura per The Stooges a Detroit ed un altro spettacolo a Los Angeles. Quando né la loro casa discografica negli Stati Uniti né i promotori mostrarono alcun interesse, le date rimanenti proposte per il tour vennero annullate e il gruppo tornò a casa.
Durante questo periodo Arden vendette il contratto di management dei Move all'impresario Peter Walsh, che al tempo era anche manager dei Marmalade. Walsh, specializzato in spettacoli di cabaret, iniziò a prenotare locali di cabaret per fare esibire la band, cosa che incrementò ulteriormente le tensioni fra Wayne e Wood.
Il secondo album dei Move, Shazam (1970), permise al gruppo di continuare nella pratica, da loro amata, della citazione musicale e di riarrangiare in modo elaborato canzoni di altri artisti. Hello Susie (composta da Wood), hit che raggiunse la top 5 grazie agli Amen Corner nel 1969, venne citata da Big Bird di Booker T. Jones ed Eddie Floyd, e l'album incluse una cover di una canzone di Tom Paxton, The Last Thing on My Mind. Venne anche inserita una versione decisamente più lenta ed estesa di Cherry Blossom Clinic, che finiva con una lunga sessione strumentale che citava fortemente pezzi classici come il movimento "Gesù, gioia del desiderio dell'uomo" di Johann Sebastian Bach, una interpretazione de L'apprendista stregone di Paul Dukas suonata alla chitarra e la Danza Cinese de Lo Schiaccianoci di Tchaikowsky, riarrangiata in chiave heavy metal.
Secondo un'intervista del 2000, Wayne aveva escogitato un piano per rilanciare le sorti dei Move riportando Burton e Kefford in formazione. Ben consapevole che Wood era intento a creare un suo nuovo progetto rock orchestrale (che divenne poi l'Electric Light Orchestra), egli suggerì a Wood di concentrarsi nelle performance live della sua nuova band, mentre continuava a scrivere canzoni per i Move. Ad ogni modo questa proposta fu rifiutata senza mezzi termini da Wood, Bevan e Price, gli altri tre membri, e così Wayne sciolse infine la band nel gennaio del 1970. 
Lavorò successivamente in varie iniziative musicali ed apparve in televisione e radio. Nel 2000, ha infine sostituito Allan Clarke nel ruolo di cantante de The Hollies e si è esibito con loro come cantante fino alla sua morte di cancro nel 2004.

## Formazione
- Roy Wood (UK, 1946): chitarra, voce.
- Carl Wayne: (nome d'arte di Colin David Tooley; UK 1943-2004): voce (1968-1970).
- Bev Bevan (UK, 1946): batteria, voce.
- Chris Ace Kefford: basso, voce (1968-1969).
- Trevor Burton (UK, 1946): chitarra, voce.
- Jeff Lynne (UK, 1947): chitarra, pianoforte, voce (1970-1971).
- Rick Price: basso, voce (1969-1971).

## Discografia
Album in studio
- 1968 - Move
- 1970 - Shazam
- 1970 - Looking On
- 1971 - Message from the Country

EP
- 1968 - Something Else from the Move

Live
- 2012 - Live at the Fillmore 1969

Raccolte
- 1972 - Split Ends
- 1972 - Flyback 3 - The Best of the Move
- 1972 - Fire Brigade
- 1974 - The Best of The Move
- 1974 - California Man
- 1974 - The Move
- 1978 - Greatest Hits Vol. 1
- 1979 - (Shines On)
- 1981 - The Platinum Collection of The Move
- 1984 - Off the Record with...The Move
- 1991 - The Best of The Move
- 1992 - The Early Years
- 1994 - Great Move! The Best of The Move
- 1995 - The BBC Sessions
- 1997 - Looking Back...The Best of The Move
- 1998 - Movements: 30th Anniversary Anthology
- 1999 - Omnibus (The 60's Singles A's and B's)
- 2000 - The Complete Singles Collection & More
- 2009 - The Very Best Of
- 2017 - The Ultimate Rare Tracks
- 2017 - Magnetic Waves of Sound: The Best Of

Singoli
- 1966 - Night of Fear/Disturbance
- 1967 - I Can Hear the Grass Grow/Wave the Flag and Stop the Train
- 1967 - Flowers in the Rain/(Here We Go Round) The Lemon Tree
- 1968 - Fire Brigade/Walk Upon the Water
- 1968 - Wild Tiger Woman/Omnibus
- 1968 - Blackberry Way/Something
- 1969 - Curly/This Time Tomorrow
- 1970 - Brontosaurus/Lightnin' Never Strikes Twice
- 1970 - When Alice Come Back to the Farm/What?
- 1971 - Tonight/Don't Mess Me Up
- 1971 - Chinatown/Down on the Bay
- 1972 - California Man/Do Ya-Ella James
- 1972 - Fire Brigade/I Can Hear the Grass Grow-Night of Fear
- 1974 - DoYa/No Time
- 1982 - Flowers in the Rain/Fire Brigade
- 1982 - Blackberry Way/Brontosaurus
- 1982 - Night of Fear/Fire Brigade
- 1982 - Flowers in the Rain/Brontosaurus